# Madara
Madara este un sat din nord-estul Bulgariei, situat într-o zonă bogată în vestigii arheologice, dintre care relieful în stâncă al unui călăreț a fost inclus în patrimoniul UNESCO, beneficiind de o rezervație arheologică girată de muzeul din orașul apropiat Șumen.

## Demografie
Componența etnică a satului Madara
     Bulgari (89,37%)
     Romi (8,46%)
     Nicio identificare (1,89%)
     Altele (0,25%)
La recensământul din 2011, populația satului Madara era de 1.158 locuitori. Din punct de vedere etnic, majoritatea locuitorilor (89,37%) erau bulgari, cu o minoritate de romi (8,46%). Pentru 1,89% din locuitori nu este cunoscută apartenența etnică.